# Ia Sao, Gia Lai
Ia Sao là một xã thuộc tỉnh Gia Lai, Việt Nam.
Xã Ia Sao có diện tích 83,36 km², dân số năm 2007 là 3.583 người, mật độ dân số đạt 43 người/km².

## Lịch sử
Ngày 30 tháng 3 năm 2007, Chính phủ ban hành Nghị định số 50/2007/NĐ-CP về việc điều chỉnh 8.336 ha diện tích tự nhiên và 3.583 nhân khẩu của xã Ia Sao để thành lập thị xã Ayun Pa.